# Richardsberg (Leuscheid)
Der Richardsberg ist ein 311,8 Meter hoher bewaldeter Berg in der Leuscheid. Er liegt in der Gemeinde Eitorf südlich des Hohen Schadens und des Wohmbachs direkt an der Landesgrenze zu Rheinland-Pfalz.
Koordinaten: 50° 43′ 43″ N, 7° 29′ 29″ O